# Clifford Brown
Clifford Brown, född 30 oktober 1930 i Wilmington, Delaware, död 26 juni 1956 i Bedford, Pennsylvania, var en amerikansk jazztrumpetare. Brown började spela trumpet redan vid 13 års ålder. Har bl.a. spelat med Dizzy Gillespie, Fats Navarro, Max Roach och Charlie Parker. Clifford Brown dog i en bilolycka den 26 juni 1956 på väg till en spelning i Chicago.